# Épisodes de Fear Itself
Cet article présente le guide des épisodes de la série télévisée Fear Itself.

## Épisodes

### Épisode 1:Le Sacrifice
- États-Unis : 5 juin 2008
- France : 1er septembre 2011 sur MCM

- Jesse Plemons : Lemon (Lemuel)
- Mircea Monroe : Virginia
- Stephen Martines : Diego
- Rachel Miner : Chelsea
- Jeffrey Pierce : Point
- Michelle Molineux
- Reamonn Joshee
- Bill Baksa
- Walter Phelan.

### Épisode 2:Âmes errantes
- États-Unis : 12 juin 2008
- France : 8 septembre 2011 sur MCM

- Eric Roberts : Harry Siegal / Harry Bender
- Cynthia Watros : Meredith Kane
- Jack Noseworthy : Rory Bemell
- Larry Gilliard Jr. : James
- Liam James : Young Harry
- Pete Seadon : Senior Officer
- Blake Dickson
- Liana Shannon
- Brendan Prost
- Robert Feagan
- Melissa Milley
- Brad Kelly

### Épisode 3:Volte-face
- États-Unis : 19 juin 2008
- France : 15 septembre 2011 sur MCM

- Clifton Collins Jr.  : Richard 'Family Man' Brautigan
- Colin Ferguson  : Dennis Mahoney
- Josie Davis  : Kathy Mahoney
- Stephen Lobo  : John Amir
- Nicole Leduc  : Courtney Mahoney
- Gig Morton  : Sean Mahoney
- Michael St. John Smith  : Shérif Weller
- Terence Kelly  : Révérend
- Tyler Playford
- Roberta Mauer-Phillips
- Mieko Ouchi
- Chris Aanderson
- Jodi Stecyk
- Patricia Darbasie

### Épisode 4:La Lettre
- États-Unis : 26 juin 2008
- France : 29 septembre 2011 sur MCM

- Maggie Lawson  : Samantha the Bride
- James Roday  : Carlos the Groom
- Marshall Bell  : Carlos' Uncle Bob
- Sonja Bennett  : Ruthie
- William B. Davis  : Father Chris
- Christie Laing  : Kelly
- Brendan Hunter  : Steven
- Tommy Lim  : Alan
- Emersen Vekved  : Flower Girl
- Mitchell Cole Verenka  : Ring Bearer

### Épisode 5:Le Dévoreur
- États-Unis : 3 juillet 2008
- France : 6 octobre 2011 sur MCM

- Elisabeth Moss  : Danny Bannerman
- Russell Hornsby  : Sergeant Wiliams
- Stephen Lee  : Marty Steinwitz
- Stephen R. Hart  : Duane 'Eater' Mellor
- Pablo Schreiber  : Mattingley
- Marie Zydek  : Femme torturée
- Joe Desmond  : Flic
- Andrew Krivanek  : Flic
- Troy O'Donnell  : Flic
- Franco Imbrogno  : Flic
- Kieran Martin Murphy  : Flic

### Épisode 6:Le Réveillon de la fin du monde
- États-Unis : 17 juillet 2008
- France : 13 octobre 2011 sur MCM

- Briana Evigan : Helen
- Zulay Henao : Christie
- Niall Matter : Eddie
- Cory Monteith : James
- Shelene Yung :
- J. LaRose : Voyou
- Pauline Repond :
- Consuelo van Doorn :
- Cliff Likness :
- Paula Humby : Teen #2
- Kirklin Maclise : Teen #3
- Jesse Frechette : Teen #1
- Kirk Heuser :
- Campbell Lane : Voyou
- Reese Schoeppe : Kevin
- Maria van Steenoven : Sickly Woman
- Fareed Abdelhak :

### Épisode 7:Résidence surveillée
- États-Unis : 24 juillet 2008
- France : 20 octobre 2011 sur MCM

- Brandon Routh : Bobby
- Shiri Appleby : Tracy
- Barbara Tyson : Candace
- John Billingsley : Phil
- Charlie Hofheimer : Scott
- Brooklyn Sudano : Arlene
- Peter Strand Rumpel : Ron
- Tom Carey : Simmons
- James D. Hopkin : Andrew
- Meredith Bailey : Heather
- Alexandra Fatovich : Meryl (comme Alex Fatovich)
- Jordan Schartner : Ken
- Ecko Goffic :
- Greigh Laschuk :
- Amelia Rose Kohan :

### Épisode 8:Le Ranch maudit
- États-Unis : 31 juillet 2008
- France : 27 octobre 2011 sur MCM

- Doug Jones : Grady Edlund
- Molly Hagan : Elena Edlund
- John Pyper-Ferguson : Rowdy Edlund
- Gordon Tootoosis : Eddie Bear
- Brett Dier : Derek Edlund
- Cole Heppell : Tim Edlund

Grady un fermier s'enfonce dans les montagnes avec une bande de chasseurs et n'en ressort qu'au bout de 10 jours.
Quand il rentre, il est possédé par un démon.

### Épisode 9:La Morsure
- États-Unis : (jamais diffusé)
- France : 3 novembre 2011  sur MCM

- Wendell Pierce : Dr. Wilbur Orwell
- Colin A. Campbell : Trucker
- Paula Jai Parker : Patty Orwell
- Meshach Peters : Oliver
- Fulvio Cecere
- Seanna Collins
- Margherita Donato
- Rob Hislop
- Mark McCracken
- Jake McKinnon
- Richard Meen

### Épisode 10:Double Chance
- États-Unis : (jamais diffusé)
- France : 10 novembre 2011  sur MCM

- Ethan Embry : Chance Miller
- Vondie Curtis-Hall : Walter Markham
- Christine Chatelain : Jackie
- Sean Hoy
- Ellen Ewusie
- Ricardo Betancourt
- Allison Cullen
- Tina Lameman
- David Earnest

Chance Miller pense avoir bien négocié l'achat d'un vase chinois.

### Épisode 11:Spiritisme
- États-Unis : (jamais diffusé)
- France : 17 novembre 2011  sur MCM

- Anna Kendrick : Shelby
- Martin Donovan : Officer Johnson
- Jessica Parker Kennedy : Becca
- Mark Pellegrino : Mr. Drake
- Autres stars : Samantha Hill, Teresa Hung

### Épisode 12:Réincarnation
- États-Unis : (jamais diffusé)
- France : 24 novembre 2011  sur MCM

- Aaron Stanford : Stephan
- Eric Balfour : Maxwell
- Camille Guaty : Karen / Zelda
- Gerard Plunkett : Therapist
- Michael Ryan
- Mitchell Verigin
- Scott Roberts
- Ryan Anderson
- Heidi Towey
- Valerie Womack
- Meghan Gabruch
- Aimée Beaudoin
- Bailey Kjeldgaard
- Geno Akbari
- Adam Blocka
- Evan Westfal

### Épisode 13:Le Cercle
- États-Unis : (jamais diffusé)
- France : 1er décembre 2011  sur MCM

- Holly Anne Emmerson : Sorcière
- Victoria Pratt : Robie Collins
- Johnathon Schaech : Brian
- Melanie Nicholls-King : l'agent
- Eric Keenleyside : l'éditeur
- Ashley Scott
- Sarah Deakins
- Carrie Colak
- Jade Davis
- Margherita Donato